# Novembrada
La Novembrada es el nombre por el que se conoce la gran manifestación popular contra el Régimen Militar implantado en 1964 en Brasil, manifestación que tuvo lugar en el centro de Florianópolis el 30 de noviembre de 1979.

## Contexto histórico
Se vivía el periodo de la "Apertura". Se meditaba que el presidente que sucedería General João Figueiredo sería civil, pero escogido en elecciones indirectas. En tal día, el general Figueiredo fue a la capital catarinense para participar de las solemnidades oficiales, como el descubrimiento de una placa en homenaje al Mariscal Floriano Peixoto. Además de eso, conocer el proyecto de creación de una industria siderúrgica para posterior liberación de recursos financieros necesarios para su implantación.

Era um tempo de dificuldades: inflação fora de controle, faltava comida na mesa de muitos brasileiros. Naquela semana, o governo também havia liberado um reajuste no preço da gasolina, o que causou ainda mais revolta, principalmente entre os taxistas. A visita de Figueiredo seguia dentro da normalidade, mas uma manifestação estava prestes da explodir na Praça XV de Novembro, Centro de Florianópolis.
Rosângela Koerich, en el diario O Globo, 1 de noviembre de 2014.

La recepción al presidente fue organizada por los arenistas Esperidião Amin y Jorge Bornhausen, políticos de renombre, que intentaron por todas las formas camuflar el ambiente hostil que se formó en la ciudad. Se trazó un paralelo entre el presidente y el mariscal Floriano Vieira Peixoto, un personaje histórico de importancia local, pues dio el nombre a la ciudad de Florianópolis. Al Mariscal Floriano venía siendo atribuida la práctica, a su época, de las mismas arbitrariedades que las del régimen militar vigente. Este enfoque histórico era difundido en los medios estudiantiles locales, granjeando adeptos para una propuesta del cambio del nombre "Florianópolis" por la denominación anterior - "Destierro". Aunque sea corriente afirmar que la placa en Homenaje a Floriano Peixoto fue la mecha, muchos participantes de la manifestación dejaron claro que el descontento era aún por la dictadura, llevando en cuenta el constante aumento del coste de vida, en especial el de los combustibles.

## Manifestación
Después de ser recepcionado en el Palacio Cruz e Sousa, Figueiredo se dirigió al «Senadinho», tradicional punto de encuentro en el centro de la ciudad. En este pequeño trayecto entre el Palacio y el café, Figueiredo fue hostigado y se dispuso a discutir. En la plaza XV de Novembro, Figueiredo fue recepcionado por una manifestación estudiantil, con cerca de 4 000 personas, organizada por el Directorio Central de los Estudiantes de la Universidad Federal de Santa Catarina. 

«Aquilo que era uma manifestação de 20 ou 30 pessoas passou a ser uma imensa manifestação de talvez duas ou três mil pessoas que estavam na praça. Foi naquele momento que ocorreu o conflito», afirma. Em uma atitude inesperada, o presidente resolveu ir à rua enfrentar os manifestantes. «Ninguém fez com que ele mudasse de ideia»
Nilo Marques, jefe de seguridad del Palácio Cruz e Sousa en 1979.

## Detenciones
La imagen de los militares estaba mancillada, aunque la represión no tardó en llegar. La manifestación fue reprimida por la Policía Militar, resultando una gran confusión y violencia. Dos días después, siete estudiantes continuaban detenidos, entre ellos Rosângela Koerich. De acuerdo con la ley de Seguridad Nacional, los estudiantes fueron conducidos a prisión. 
Durante las semanas que siguieron, varias manifestaciones se sucedieron. Organizadas por los propios estudiantes, exigían la liberación de los compañeros detenidos. Algunas de esas concentraciones contaron con hasta 10 000 personas (número bastante relevante comparado con el total de la población florianopolitana de la época). La TELE Cultura y TELE Barriga Verde (actual Band Santa Catarina), que hicieron la cobertura del reportaje, fueron objeto de la incautación de todo el material rodado. 
Transcurridos quince días, los jóvenes fueron liberados debido a la presión social. Los universitarios había logrado en la praça XV de Novembro dar un ejemplo a todo el país.